# Donald Anderson
Donald Anderson/Sigint es un personaje de la saga de videojuegos Metal Gear de Konami. Sus apariciones se producen, por orden cronológico, en Metal Gear Solid 3: Snake Eater, Metal Gear Solid: Portable Ops y en Metal Gear Solid.

## Biografía del personaje
Donald Anderson, nacido en Nashville, Tennessee, con sólo 24 años es miembro del equipo FOX de apoyo, en calidad de experto en armas, equipamiento y tecnología de última generación. Sigint es el encargado de suministrarle información sobre armas y equipamiento por radio a Naked Snake. Su nombre código deriva de SIGnal INTelligence. Según él, es el único miembro de FOX normal. Muchos de los objetos y armas que Naked Snake utiliza, como por ejemplo los prismáticos o la máscara, son invenciones de Anderson.
Tras la Operación Snake Eater en 1964, en el año 1965 se unió a ARPA y tomó lugar en el desarrollo de ARPANET. También ofreció apoyo técnico a Big Boss una vez más durante la rebelión de FOX en 1970. Años más tarde fue puesto a la cabeza de DARPA momento a partir del cual sería conocido como Jefe DARPA o por su verdadero nombre Donald Anderson. Junto con Kenneth Baker, presidente de la compañía de armamento ArmsTech Corporation, inició el proyecto que culminó con la construcción del Metal Gear REX. Mientras visitaba las instalaciones de Shadow Moses, fue capturado por las fuerzas rebeldes de FOXHOUND y los Soldados Genoma. Cómo poseedor de una de las claves PAL (Licencia de Acción Permisiva) de lanzamiento de Metal Gear REX, fue interrogado por Revolver Ocelot, muriendo en la sala de torturas del complejo. Se especula que Ocelot, miembro original de Los Patriots, lo asesinó intencionadamente porque sabía demasiado sobre su pasado al haber tomado parte en la Operación Snake Eater y al ser también él un Patriot, cómo EVA revela a Solid Snake en MGS4.
Después de su muerte, un miembro de FOXHOUND llamado Decoy Octopus, experto en el arte de la imitación, tomaría el lugar del jefe DARPA y engañaría a Solid Snake, muriendo ante sus ojos por efecto del virus FOXDIE.
- Datos: Q1610182